# 新华医疗器械
山东新华医疗器械股份有限公司（上交所：600587），是中国的一家医疗器械生产企业，简称新华医疗，总部位于山东淄博。

## 历史
1942年，军区卫生员蔡锦章使用银和竹片制作简单医疗器械。1943年，军区后勤部组建18人器械组。1948年，迁址至山东淄博。1953年，正式使用厂名山东新华医疗器械厂。1960年，正式使用“新华牌”商标。1993年，成立山东新华医疗器械股份有限公司。2000年，新华医疗科技园奠基。
2002年9月27日，公司登陆上海证券交易所。2009年，新华医疗注册商标被国家工商总局商标局认定为中国驰名商标。同年10月17日，董事长赵毅新在新华医疗器械集团总部，接待中共中央总书记、中华人民共和国主席胡锦涛视察。同年赵毅新跟随时任国务院总理温家宝访问欧洲瑞士、德国、西班牙、英国和欧盟总部，是首位跟随国家领导人出访的山东企业家。
2011年，赵毅新率领新华医疗进行了激进的扩张，随后数年完成了对长春博讯、威士达、远跃药机、成都英德的收购，其中成都英德的并购案最受质疑。但并购并未带来净利润的增长，由于新华医疗未及时预披露2017年度业绩断崖式下跌，2017年4月，中国证监会山东监管局对新华医疗出具警示函，并对赵毅新进行监管谈话。同年8月2日，赵毅新因年龄原因卸任董事长，许尚峰接任新董事长。

## 产品
- 放射治疗设备

- 医用影像诊断设备

- 制药机械设备

- 灭菌设备

- 空气净化设备

- 手术器械

- 一次性医用耗材

- 精细化工产品

- 环保设备